# Leptolalax hamidi
Pour les articles homonymes, voir Hamidi.
Espèce
Statut de conservation UICN

 VU B1ab(iii)+2ab(iii) : Vulnérable
Leptolalax hamidi est une espèce d'amphibiens de la famille des Megophryidae.

## Répartition
Cette espèce est endémique de Bornéo. Elle se rencontre entre 100 et 500 m d'altitude :
- au Sarawak en Malaisie orientale ;
- au Kalimantan en Indonésie.

## Étymologie
Cette espèce est nommée en l'honneur d'Aban Abdul Hamid.

## Publication originale
- Matsui, 1997 : Call characteristics of Malaysian Leptolalax with a description of two new species (Anura: Pelobatidae). Copeia, vol. 1997, no 1, p. 158–165.